# Kai Hansen
 Der er for få eller ingen kildehenvisninger i denne artikel, hvilket er et problem. Du kan hjælpe ved at angive troværdige kilder til de påstande, som fremføres i artiklen.

Kai Hansen (født 8. maj 1942) i Aarhus, Danmark er en dansk industriel designer, som har drevet eget firma siden 1967.
Han er især kendt for sine design stole til TV2, som Dronning Margrethe blev fotograferet i til deres indvielsen, Bjørnen fra Premier Is, samt de lamper som oplyser Musikhuset i Århus' sale.
Derudover tæller hans design køkkenudstyr, lamper, møbler, brugskunst og skiltning.
Desuden er han kunstmaler, og har bl.a. designet en serie plakater til Permild & Rosengreen
I alt hans design, har han en skandinavisk tilgang til sit emne.

## Baggrund og karriere
Kai Hansen er født i Århus, Danmark, og er opvokset her (Midtjylland).  Han er søn af sølvgravør Christian Gade Hansen og Ellen Magrethe Hansen.
Han overtog sølvgravør forretningen efter sin far, og senere gik han over til, at drive firma med design.